# Trudovo
Trudovo (cyr. Трудово) – wieś w Serbii, w okręgu zlatiborskim, w gminie Nova Varoš. W 2011 roku liczyła 78 mieszkańców.